# 8697 Олофссон
8697 Олофссон (8697 Olofsson) — астероїд головного поясу, відкритий 21 березня 1993 року.
Тіссеранів параметр щодо Юпітера — 3,200.